# Marea (We've Lost Dancing)
«Marea (We’ve Lost Dancing)» — совместный музыкальный трек британского исполнителя Fred Again и американского продюсера The Blessed Madonna, выпущенный 22 февраля 2021 музыкальными лейблами Again. и Atlantic UK.

## Релиз и продвижение
Песня была задумана и написана в ходе диалога Фреда и Мареа (the Blessed Madonna). Сам текст песни представляет собой речь Мареа, записанную на любительский микрофон. Трек вышел в релиз от музыкального лейбла Atlantic Records 22 февраля 2021.
А в марте 2021 свой дебютный сольный альбом Actual Life (April 14 – December 17 2020), включающий We’ve Lost Dancing.

## Текст и идея
Текст песни о том, что во время пандемии COVID-19 люди лишились клубной жизни и возможности свободно танцевать, но не теряют надежды вернуться к прежней жизни.

## Ремиксы
В июне 2021 года вышел ремикс американского музыканта Дипло.

## Использование в кино
Трек «Marea (We’ve Lost Dancing)» используется как музыкальная тема к финальной сцене в фильме «Треугольник печали» режиссёра Рубена Эстлунда. Режиссёр счел эту композицию очень подходящей, поскольку она о пандемийных временах. О тех же, на которые пришлись съемки картины, которые приходилось прерывать из-за карантина, делать тысячи тестов, носить средства индивидуальной защиты и так далее.

## Места в чартах

### Попадание в топы недели
| Chart (2021—2022)                          | Peak position |
| ------------------------------------------ | ------------- |
| Бельгия/Фландрия (Ultratop 50)             | 12            |
| Бельгия/Валлония (Ultratop 50)             | 45            |
| Венгрия (Dance Top 40)                     | 22            |
| Венгрия (Single Top 40)                    | 29            |
| Ирландия (IRMA)                            | 41            |
| Литва (AGATA)                              | 30            |
| Нидерланды (Dutch Top 40)                  | 22            |
| Нидерланды (Single Top 100)                | 11            |
| Великобритания (OCC UK Singles)            | 36            |
| Великобритания (OCC UK Dance)              | 15            |
| США Hot Dance/Electronic Songs (Billboard) | 33            |

### Попадание в топы по итогам года
| Чарт (2021)                 | Позиция |
| --------------------------- | ------- |
| Бельгия (Ultratop Flanders) | 48      |
| Венгрия (Dance Top 40)      | 74      |
| Нидерланды (Single Top 100) | 63      |

### Статус песни
| Регион                                                                      | Сертификация | Продажи |
| --------------------------------------------------------------------------- | ------------ | ------- |
| Нидерланды (NVPI)                                                           | Платиновый   | 80 000  |
| Великобритания (BPI)                                                        | Серебряный   | 200 000 |
| Данные о продажах + прослушиваниях приведены только на основе сертификации. |              |         |